# 대구 동화사 지장시왕도
대구 동화사 지장시왕도(李舜臣 宣武功臣敎書)는 대한민국 대구광역시 동구 동화사에 있는 조선시대의 불화이다. 2012년 8월 24일 대한민국의 보물 제1773호로 지정되었다.

## 개요
이 불화는 1728년(영조 4) 동화사 대웅전에 봉안할 삼단불화를 조성할 때, 삼장보살도와 함께 중단 불화로 조성되었다. 의균(義均), 명찰(明察) 등이 불화를 조성하는데 필요한 재원을 마련하고, 장육(藏六)의 증명 아래 수화승 쾌민(快旻)을 비롯하여 체환(體還) 등 모두 7명의 승려 화원들이 참여하였다. 특히, 화주를 맡은 의균(義均)은 17세기 말에서 18세기 초에 걸쳐 팔공산 지역을 중심으로 독자적인 화파를 형성한 대표적인 화승(畵僧)인데, 이 지장시왕도 제작에 참여한 쾌민, 체환 등도 그의 화맥(畵脈)을 잇고 있다.
이 불화는 한 화면에 본존인 지장보살과 도명존자, 무독귀왕, 그리고 십대왕, 판관, 사자, 동자, 앙발옥졸(仰髮獄卒), 장군, 여섯 보살 등을 엄격한 좌우대칭에 입각하여 그린 군도형식의 지장시왕도이다. 해와 달이 그려진 경책관(經冊冠) 내지 일월관(日月冠)을 쓴 염라대왕의 위치를 통해 일반적인 명부전의 존상배치와 같이, 화면의 좌측에는 도명존자(道明尊者)를 비롯한 제1·3·5·7·9의 홀수대왕을, 화면의 우측에는 무독귀왕(無毒鬼王)을 비롯한 제2·4·6·8·10의 짝수대왕을 배치하였다.
인물의 피부는 맑고 화사한 육색을 엷게 설채하고, 옷이나 배경이 되는 바닥이나 하늘, 구름 등은 짙은 적색과 녹색, 황갈색 등으로 설채하여 존상의 얼굴이 부각되게끔 효과를 주었다. 한편 높은 채도의 적·녹색의 대비 속에 온화한 황갈색 바닥과 채운(彩雲)으로 인하여 그윽하고 깊이 있는 분위기를 연출하였다. 얼굴 표현과 의습선 표현에는 일관되게 섬세하고 가는 필선을 위주로 하였고, 일부 강조할 필요가 있는 윤곽선은 백묘(白描)를 사용하였다.
동화사 지장시왕도는 조성연대가 확실하며, 참여한 화승들의 명단을 구체적으로 파악할 수 있게 해주는 작품이며, 18세기 초 지장시왕도의 양상 및 경북 내륙 화사들의 화풍상의 특징을 파악할 수 있는 중요한 작품이다.

## 같이 보기
- 동화사

## 참고 자료
- 대구 동화사 지장시왕도 - 국가유산청 국가유산포털